# 行橋市立長峡中学校
行橋市立長峡中学校（ゆくはししりつ ながおちゅうがっこう、英語: Yukuhashi City Nagao Junior High School）は、福岡県行橋市延永にある公立中学校。

## 概要
行橋市大字延永にある。7学級、生徒数255名（2023年4月時点）。

## 沿革
- 1947年（昭和22年）4月 - 新学制の実施により福岡県京都郡延永村外二ヶ村学校組合立長峡中学校として設立認可。開校。
- 1954年（昭和29年）10月 - 行橋市の発足により校名を行橋市白川村学校組合立長峡中学校に変更。
- 1955年（昭和30年）1月 - 苅田町の発足により校名を行橋市苅田町立長峡中学校組合立長峡中学校と変更。
- 1983年（昭和58年）
  - 3月 - 行橋市苅田町学校組合立長峡中学校閉校。
  - 4月 - 行橋市立長峡中学校開校。
- 2025年（令和7年）4月 - 行橋市6中学校統一の新制服導入予定[3]。

## 学区
行橋市立延永小学校、行橋市立椿市小学校の範囲である。

## 交通

### 駅
- JR九州 日豊本線 ｢行橋駅｣ 徒歩約50分
- JR九州 日豊本線 ｢小波瀬西工大前駅｣ 徒歩約1時間

### バス
- 太陽交通 椿市線 ｢長峡中学校バス停｣ 徒歩約1分